# Pullmantur Cruises
Pullmantur Cruises és la primera companyia de creuers a Espanya. La seva flota està formada per 4 vaixells. La seva flota a Europa està composta pels vaixells Empress (realitzant creuers pel Bàltic i escapades a l'Atlàntic), Zenith (realitzant creuers a Terra Santa i per l'Adriàtic), Horizon (realitzant creuers pel Carib central i a les illes gregues) i el vaixell insígnia de Pullmantur, el vaixell Sovereign (realitzant creuers pel Mediterrani occidental des de Barcelona). Els seus creuers estan pensats per al públic espanyol que busca creuers en espanyol i en fórmula tot inclòs.

## Història
Sense començar en el mercat dels creuers a l'època dels noranta amb els vaixells SS Seawind Crown i SS Rembrandt ambdós de Premier Cruises. Més tard, van canviar els plans de Premier Cruises, i sense adquirir el vaixell SS Big Red Boat I per posicionar al mercat espanyol en exclusiva, el vaixell va ser rebatejat SS Oceanic (el seu nom original) i va començar a realitzar creuers de 7 nits des de Barcelona el 2001. Després de l'èxit dels creuers Pullmantur, la companyia va noliejar el 2002 el vaixell R5 de Renaissance Cruises i el va rebatejar amb el nom de Blue Dream, el vaixell va abandonar la flota en 2004. Aquest any, va adquirir el vaixell MV Pacific (ex Pacific Princess de la companyia Princess Cruises, aquest vaixell va ser el protagonista de la reeixida sèrie Vacances al mar). El 2004, Pullmantur adquirir el vaixell SuperStar Àries que va ser reanomenat Holiday Dream i va noliejar el R6 que va ser reanomenat Blue Star i més tard reanomenat com a Blue Dream II. El 2006, Pullmantur adquirir el vaixell Pacific Sky de P & O Cruises Austràlia, el qual va ser reanomenat com Sky Wonder. El 2006, Pullmantur també va adquirir el vaixell R7 - Delphin Renaissence que va ser rebatejat Blue Moon i va romandre a la flota fins a 2007. Després negociacions secretes, Royal Caribbean International va adquirir el 2006 la companyia Pullmantur, en què s'englobava Paditour (Viatges), Sense preferència (Aerolínia) i Pullmantur Cruises (Creuers). Els vaixells Blue Moon (R7) i Blue Star (R6) van ser transferits a Celebrity Cruises encara que aviat formarien amb ells la companyia de luxe del grup : Azamara Cruises. A canvi, Pullmantur va rebre el vaixell Celebrity Zenith de Celebrity Cruises el qual va ser reanomenat Zenith i el vaixell Mona Lisa de la desapareguda Holiday Kreuzfharten va ser noliejat per un any sota el nom d'Oceanic II. El 2008, Pullmantur adquirir el vaixell Pacific Sun de P & O Cruises Austràlia (grup pertanyent a la rival de Royal Caribbean, Carnival Corporation Plc.) Que va ser reanomenat Ocean Dream, aquest mateix any, Royal Caribbean transferir el vaixell Empress of the Seas a Pullmantur, que el va rebatejar Moon Empress i abans de començar la seva singladura per Sense el seu nom es va canviar per Empress. A finals de 2008, Royal Caribbean transferir el vaixell Sovereign of the Seas a Pullmantur, que va ser rebatejat Sovereign i va començar a operar des de Barcelona el 2009 després d'una important reforma. Després de la venda de les accions que Royal Caribbean posseïa a Island Cruises, el vaixell que Royal Caribbean va donar a la companyia i que va ser batejat com Island Star va ser retornat a Royal Caribbean que el va transferir a Sense el 2009 sota el nom de Pacific Dream. Durant la temporada 2009, el vaixell Sky Wonder que el 2008 havia patit diversos problemes en les seves rutes per l'Egeu i Turquia va ser transferit al mercat portuguès sota el nom d'Atlantic Star, l'abril de 2009, el buc va ser encallat a Marsella mentre Pacific Dream reprenia les rutes del mercat portuguès, a l'espera d'un veredicte sobre el seu futur.

## Creuers i rutes
Per a l'any 2010, Pullmantur presenta les rutes Brises del Mediterrani des de Barcelona amb el vaixell Sovereign, Rondó Venecià i illes gregues i Turquia des d'Atenes amb el vaixell Zenith, Joies de l'Atlàntic des de Màlaga i Lisboa amb els vaixells Empress (temporada baixa) i Pacific Dream (en temporada alta i Setembre), capitals bàltiques des de Copenhague i Hèlsinki amb el vaixell Empress (en temporada alta i Mitjana), Antilles i Carib sud des de Cartagena de Indias amb el vaixell Ocean Dream (temporada mitjana i baixa), Pacífic Mexicà (per al mercat mexicà) des de Port Vallarta amb el vaixell Ocean Dream (temporada alta), Terra Santa des d'Atenes amb el vaixell Bleu de France (temporada baixa), Egipte i Terra Santa des d'Atenes amb el vaixell Zenith (temporada alta i mitjana), escapades a l'Atlàntic des de Màlaga i Lisboa amb el vaixell Empress (temporada mitjana i baixa) i Encants de Canàries des de diferents ports Canaris amb el vaixell Pacific Dream (temporada baixa i mitjana).

## Flota
| Nom       | Compra | Pullmantur | Passatgers | Pes       |
| --------- | ------ | ---------- | ---------- | --------- |
| Zenith    | 1992   | 2006       | 1828       | 47.255 GT |
| Sovereign | 1988   | 2009       | 2733       | 73.192 GT |
| Empress   | 1990   | 2004       | 1853       | 48.500 GT |